# José Antonio Peteiro Freire
José Antonio Peteiro Freire (Vilasantar, 20 de julio de 1936 - Santiago de Compostela, 25 de marzo de 2010) fue un religioso franciscano y obispo católico gallego, arzobispo de Tánger entre 1983 y 2005.

## Trayectoria
Nació en la parroquia de Mezonzo, en el municipio coruñés de Vilasantar, en 1936. En 1949 ingresó en el seminario del convento de San Antonio de Herbón, donde estudió cinco años de Bachillerato. El 20 de agosto de 1954 tomó los hábitos, haciendo el noviciado en el convento de San Francisco del Valle de Dios. Inició sus estudios de Filosofía en el Convento de San Diego de Canedo (Puenteareas), continuándolos en Compostela y acabando en Salamanca en 1962.
Miembro de la Orden de los Franciscanos, fue ordenado sacerdote el 17 de marzo de 1962. El 2 de julio de 1983 fue nombrado arzobispo de Tánger, siendo consagrado obispo el 24 de septiembre del mismo año por Duraisamy Simon Lourdusamy, entonces secretario de la Congregación para la Evangelización de los Pueblos. Se retiró el 23 de marzo de 2005, pasando a ser entonces arzobispo emérito. Pasó sus últimos años en la enfermería de la iglesia de San Francisco de Noia, y fue enterrado en su parroquia natal.